# Lista najwybitniejszych szczytów Tatr
Lista najwybitniejszych szczytów Tatr – lista szczytów Tatr uporządkowanych względem malejącej minimalnej deniwelacji względnej (wybitności). Wysokości oraz minimalną deniwelację względną określono na podstawie pomiarów lidarowych udostępnionych przez GUGiK oraz ÚGKK SR. Wysokości szczytów podano w układzie wysokości EVRF2007. Dla wierzchołków, które zostały zmierzone geodezyjnie przy pomocy precyzyjnych odbiorników GNSS z wykorzystaniem metody RTN, wysokości podano według tych pomiarów. Wszystkie wartości zaokrąglono do pełnych metrów. Z gwiazdką (bez liczby porządkowej) dołączono wzniesienia z fragmentów Magury Spiskiej włączanych według niektórych podziałów geomorfologicznych do Tatr
Lista zawierająca 74 wierzchołki o wybitności większej lub równej 100 metrów nazywana jest niekiedy Wybitną Koroną Tatr, a w skrócie WKT74 (dla odróżnienia od WKT). Na pomysł sporządzenia Korony Tatr, jako zbioru najważniejszych szczytów tatrzańskich wybranych według ścisłych i obiektywnych kryteriów, wpadł Piotr G. Mielus, zamieszczając pierwotną jej wersję w czasopiśmie „Góry” (nr 46, marzec 1998). W kolejnych latach lista ta była weryfikowana na podstawie dostępnych wtedy źródeł kartograficznych i przewodnikowych oraz amatorskich pomiarów.
Tylko na 23 wierzchołki zaliczane do Wybitnej Korony Tatr wyprowadza szlak turystyczny. Na 29 szczytów jest całkowity zakaz wejść co oznacza, że nie wprowadzją na nie także przewodnicy. 
| Nr  | Nazwa polska             | Nazwa słowacka         | Wysokość (m n.p.m.) | Wybitność (m) | Przełęcz graniczna            |
| --- | ------------------------ | ---------------------- | ------------------- | ------------- | ----------------------------- |
| 1.  | Gerlach                  | Gerlachovský štít      | 2655                | 2354          | Porubská brána                |
| 2.  | Bystra                   | Bystrá                 | 2248                | 563           | Tomanowa Przełęcz             |
| 3.  | Łomnica                  | Lomnický štít          | 2633                | 440           | Świstowa Przełęcz             |
| 4.  | Krywań                   | Kriváň                 | 2495                | 400           | Niżnia Koprowa Przełęcz       |
| 5.  | Hawrań                   | Havran                 | 2152                | 399           | Przełęcz pod Kopą             |
| 6.  | Kominiarski Wierch       | –                      | 1829                | 369           | Iwaniacka Przełęcz            |
| 7.  | Baraniec                 | Baranec                | 2182                | 363           | Niska Przełęcz                |
| 8.  | Świnica                  | Svinica                | 2302                | 356           | Niżnia Czarna Ławka           |
| 9.  | Kamienista               | Veľká Kamenistá        | 2127                | 340           | Pyszniańska Przełęcz          |
| 10. | Krzesanica               | Kresanica              | 2123                | 324           | Niskie Wrótka                 |
| 11. | Bobrowiec                | Bobrovec               | 1665                | 309           | Bobrowiecka Przełęcz          |
| 12. | Wysoka                   | Vysoká                 | 2559                | 298           | Wschodnie Żelazne Wrota       |
| 13. | Staroleśny Szczyt        | Bradavica              | 2489                | 294           | Polski Grzebień               |
| 14. | Lodowy Szczyt            | Ľadový štít            | 2628                | 274           | Śnieżna Przełęcz              |
| 15. | Banówka                  | Baníkov                | 2179                | 262           | Żarska Przełęcz               |
| 16. | Raczkowa Czuba           | Jakubina               | 2194                | 262           | Liliowe Turnie                |
| 17. | Hruby Wierch             | Hrubý vrch             | 2429                | 260           | Przełęcz Szpara               |
| 18. | Osobita                  | Osobitá                | 1687                | 247           | Kasne                         |
| 19. | Szalony Wierch           | Hlúpy vrch             | 2061                | 234           | Szeroka Przełęcz Bielska      |
| 20. | Siwy Wierch              | Sivý vrch              | 1805                | 233           | Palenica Jałowiecka           |
| 21. | Starorobociański Wierch  | Klin                   | 2176                | 221           | Jarząbcza Przełęcz            |
| 22. | Miedziane                | –                      | 2237                | 215           | Wrota Chałubińskiego          |
| 23. | Mięguszowiecki Szczyt    | Veľký Mengusovský štít | 2439                | 215           | Żabia Przełęcz                |
| 24. | Zadnia Kopka Kościeliska | –                      | 1334                | 210           | Przysłop Kominiarski          |
| 25. | Kończysta                | Končistá               | 2537                | 208           | Przełęcz koło Drąga           |
| 26. | Jaworowy Szczyt          | Javorový štít          | 2419                | 200           | Jaworowa Przełęcz             |
| 27. | Sławkowski Szczyt        | Slavkovský štít        | 2453                | 191           | Skrajna Sławkowska Ławka      |
| 28. | Szatan                   | Satan                  | 2423                | 189           | Szczyrbska Przełęcz           |
| 29. | Ganek                    | Gánok                  | 2465                | 183           | Wschodnia Rumanowa Przełęcz   |
| 30. | Tomanowy Wierch Polski   | Poľská Tomanová        | 1977                | 181           | Smreczyńska Przełęcz          |
| 31. | Tokarnia                 | Tokáreň                | 1224                | 178           | Ozielec                       |
| 32. | Szeroka Jaworzyńska      | Široká                 | 2211                | 176           | Zielona Przełęcz              |
| *.  | Palenica Lendacka        | Pálenica               | 1175                | 175           | między Bukoviną a Skalką      |
| 33. | Wielka Kopa Koprowa      | Veľká kopa             | 2053                | 173           | Zawory                        |
| 34. | Giewont                  | –                      | 1895                | 170           | Kondracka Przełęcz            |
| 35. | Płaczliwa Skała          | Ždiarska vidla         | 2146                | 169           | Strzystarska Przełęcz         |
| 36. | Kozi Wierch              | Kozí vrch              | 2291                | 169           | Zmarzła Przełęcz              |
| 37. | Suchy Wierch Jaworowy    | Veľký Baboš            | 1523                | 167           | Sucha Przełęcz Jaworowa       |
| 38. | Rysy                     | Rysy                   | 2501                | 165           | Waga                          |
| 39. | Smreczyński Wierch       | Smrečiny               | 2070                | 164           | Hlińska Przełęcz              |
| 40. | Salatyński Wierch        | Salatín                | 2048                | 164           | Zadnia Salatyńska Przełęcz    |
| 41. | Rohacz Płaczliwy         | Plačlivé               | 2126                | 163           | Smutna Przełęcz               |
| 42. | Kołowy Szczyt            | Kolový štít            | 2419                | 161           | Czarna Przełęcz               |
| 43. | Kiczora                  | Kýčera                 | 1283                | 159           | Międzyścienna Przełęcz        |
| 44. | Wielka Brdarowa Grapa    | Veľká brdárova grapa   | 1860                | 159           | Brdarowy Przechód             |
| 45. | Pośrednia Grań           | Prostredný hrot        | 2439                | 158           | Niżnia Sokola Przełączka      |
| 46. | Golica Huciańska         | Holica                 | 1342                | 156           | Jaworzyńska Przełęcz          |
| 47. | Wołowiec                 | Volovec                | 2064                | 152           | Jamnicka Przełęcz             |
| 48. | Hruby Regiel             | –                      | 1340                | 150           | Przysłop Miętusi              |
| 49. | Baranie Rogi             | Baranie rohy           | 2530                | 141           | Barania Przełęcz              |
| 50. | Zadnia Kopa              | Nižná Bystrá           | 2163                | 139           | Przełęcz pod Zadnią Kopą      |
| 51. | Jagnięcy Szczyt          | Jahňací štít           | 2230                | 138           | Kołowa Przełęcz               |
| 52. | Steżki                   | Stežky                 | 1530                | 138           | Przełęcz nad Czerwoną Glinką  |
| 53. | Łysanki                  | –                      | 1447                | 137           | Przełęcz w Grzybowcu          |
| 54. | Koprowy Wierch           | Kôprovský štít         | 2367                | 136           | Skrajna Piarżysta Przełęcz    |
| 55. | Karczmarski Wierch       | Skalka                 | 1438                | 136           | Stary Szałas                  |
| 56. | Jaworzynka Bielska       | Javorinka              | 1266                | 127           | Przełęcz pod Koszarzyskiem    |
| 57. | Kieżmarski Szczyt        | Kežmarský štít         | 2557                | 125           | Przełęcz w Widłach            |
| 58. | Krzyżne Liptowskie       | Krížné                 | 2039                | 125           | Koprowicka Przełęcz Niżnia    |
| 59. | Rohacz Ostry             | Ostrý Roháč            | 2086                | 124           | Rohacka Przełęcz              |
| 60. | Pachoł                   | Pachoľa                | 2167                | 123           | Banikowska Przełęcz           |
| 61. | Durny Szczyt             | Pyšný štít             | 2622                | 123           | Poślednia Przełączka          |
| 62. | Łopata                   | Deravá                 | 1957                | 121           | Dziurawa Przełęcz             |
| 63. | Szczyrbski Szczyt        | Štrbský štít           | 2382                | 119           | Młynicka Przełęcz             |
| 64. | Młynarz                  | Mlynár                 | 2172                | 118           | Młynarzowa Przełęcz           |
| 65. | Furkaska                 | Veľká Furkaska         | 1491                | 115           | Juraniowa Przełęcz            |
| 66. | Krótka                   | Krátka                 | 2376                | 113           | Niewcyrska Przełęcz           |
| 67. | Goryczkowa Czuba         | Goričková              | 1912                | 112           | Goryczkowa Przełęcz Świńska   |
| 68. | Ostra (Tatry Zachodnie)  | Ostrá                  | 1764                | 109           | Niżnia Przehyba               |
| 69. | Wielka Kopa Popradzka    | Veľká kôpka            | 2355                | 109           | Przełączka pod Kopą Popradzką |
| 70. | Jeżowy Wierch            | Ježov vrch             | 1090                | 107           | Umarła Przełęcz               |
| 71. | Tępa                     | Tupá                   | 2286                | 106           | Stwolska Przełęcz             |
| 72. | Nosal                    | –                      | 1206                | 105           | Nosalowa Przełęcz             |
| 73. | Hruba Turnia             | Hrubá veža             | 2090                | 103           | Niżnia Litworowa Przehyba     |
| 74. | Smrek                    | Smrek                  | 2072                | 102           | Przełęcz nad Puste            |

| Nr   | Nazwa polska                   | Nazwa słowacka              | Wysokość (m n.p.m.) | Wybitność (m) | Przełęcz graniczna                |
| ---- | ------------------------------ | --------------------------- | ------------------- | ------------- | --------------------------------- |
| 75.  | Wielkie Solisko                | Veľké Solisko               | 2414                | 99            | Bystra Ławka                      |
| 76.  | Hruba Kopa                     | Hrubá kopa                  | 2167                | 98            | Przełęcz nad Zawratami            |
| 77.  | Mięguszowiecki Szczyt Czarny   | Východný Mengusovský štít   | 2406                | 98            | Przełęcz pod Chłopkiem            |
| 78.  | Palenica Zuberska              | Pálenica                    | 1047                | 97            | Przehyba                          |
| 79.  | Wielka Koszysta                | –                           | 2194                | 94            | Przełączka pod Ptakiem            |
| 80.  | Mały Jaworowy Szczyt           | Malý Javorový štít          | 2388                | 94            | Rozdziele                         |
| 81.  | Ostra (Tatry Wysokie)          | Ostrá                       | 2356                | 93            | Furkotna Przełęcz                 |
| 82.  | Rosocha Jałowiecka             | Rázsocha                    | 1951                | 93            | Jałowiecka Przełęcz               |
| 83.  | Świstowy Szczyt                | Svišťový štít               | 2385                | 92            | Rohatka                           |
| 84.  | Mały Lodowy Szczyt             | Široká veža                 | 2465                | 90            | Lodowa Przełęcz                   |
| 85.  | Cichy Wierch                   | Tichý vrch                  | 1980                | 88            | Garajowa Przełęcz Niżnia          |
| 86.  | Batyżowiecki Szczyt            | Batizovský štít             | 2458                | 87            | Batyżowiecka Przełęcz             |
| 87.  | Żlebińskie Turnie              | Žlebínske turne             | 1413                | 86            | Żlebińska Przełęcz Wyżnia         |
| 88.  | Nowy Wierch                    | Nový                        | 2011                | 84            | Hawrania Przełęcz                 |
| 89.  | Zielona Czuba                  | Štít nad Zeleným            | 2128                | 84            | Szeroka Przełęcz Jaworzyńska      |
| 90.  | Zadnie Jatki                   | Zadné Jatky                 | 2020                | 83            | Szalona Przełęcz                  |
| 91.  | Dzika Turnia                   | Divá veža                   | 2379                | 82            | Pośrednia Dzika Przełęcz          |
| 92.  | Zadnia Kopa Jaworzyńska        | Zadná kopa                  | 1670                | 82            | Przełęcz pod Zadnią Kopą          |
| 93.  | Mała Baszta                    | Malá bašta                  | 2287                | 81            | Przełęcz nad Szerokim Żlebem      |
| 94.  | Wielki Kopieniec               | –                           | 1329                | 81            | Przysłop Olczyski                 |
| 95.  | Kopa Kondracka                 | Kondratova kopa             | 2004                | 80            | Małołącka Przełęcz                |
| 96.  | Wielka Buczynowa Turnia        | Veľká bučinová veža         | 2183                | 79            | Przełęcz Nowickiego               |
| 97.  | Pośrednia Turnia               | Prostredná kopa             | 2128                | 78            | Świnicka Przełęcz                 |
| 98.  | Sarnia Skała                   | –                           | 1378                | 78            | Czerwona Przełęcz                 |
| 99.  | Brestowa                       | Brestová                    | 1933                | 78            | Skrajna Salatyńska Przełęcz       |
| 100. | Gęsia Szyja                    | –                           | 1489                | 77            | Waksmundzka Przełęcz              |
| 101. | Czerwona Skałka                | Tisovka                     | 1382                | 77            | Cisowa Przełęcz                   |
| 102. | Jałowiecki Mnich               | Mních                       | 1464                | 76            | Czerwieniec                       |
| 103. | Baboś                          | Malý Baboš                  | 1472                | 75            | Babosia Przełęcz                  |
| 104. | Żabi Szczyt Niżni              | Malý Žabí štít              | 2099                | 75            | Białczańska Przełęcz              |
| 105. | Ostry Szczyt                   | Ostrý štít                  | 2365                | 75            | Biała Ławka                       |
| 106. | Ciężka Turnia                  | Ťažká veža                  | 2255                | 75            | Niżnia Spadowa Przełączka         |
| 107. | Pusta Rówień                   | Pustá roveň                 | 1551                | 74            | Przełęcz nad Kotłowym Żlebem      |
| 108. | Gładki Wierch                  | Hladký štít                 | 2066                | 74            | Gładka Przełęcz                   |
| 109. | Szczyty                        | Štíty                       | 1450                | 73            | Krzyżna Przełęcz                  |
| 110. | Skrajne Jatki                  | Predné Jatky                | 2012                | 73            | Przełączka nad Wielkim Koszarem   |
| 111. | Opalona Turnia                 | Veľký Grúň                  | 1278                | 73            | Opalone Siodło                    |
| 112. | Stara Jaworzynka               | Javorinka                   | 1510                | 72            | Stare Siodło                      |
| 113. | Babki                          | Babky                       | 1566                | 72            | Babkowa Przehyba                  |
| 114. | Czarny Wierch                  | Čierny vrch                 | 1054                | 72            | Kardolińska Przełęcz              |
| 115. | Krokiew                        | –                           | 1378                | 72            | Przełęcz Białego                  |
| 116. | Mała Kapałkowa Turnia          | Malá Ľadová veža            | 2184                | 71            | Niżnia Kapałkowa Ławka            |
| 117. | Parzątczak                     | –                           | 1486                | 69            | Przełęcz pod Furkaską             |
| 118. | Mały Kozi Wierch               | Malý Kozí vrch              | 2226                | 69            | Zawrat                            |
| 119. | Upłaziki (Kamienne Mleko)      | Úplazíky (Kamenné mlieko)   | 1139                | 69            | Upłazikowe Siodło                 |
| 120. | Żółty Szczyt                   | Žltá veža                   | 2387                | 68            | Pośrednia Przełęcz                |
| 121. | Hlińska Turnia                 | Hlinská veža                | 2341                | 67            | Basztowa Przełęcz                 |
| 122. | Skrajny Wołoszyn               | –                           | 2091                | 67            | Niżnia Wołoszyńska Przełęcz       |
| 123. | Mała Wysoka                    | Východná Vysoká             | 2429                | 67            | Obłazowa Przełęcz                 |
| 124. | Mięguszowiecki Szczyt Pośredni | Prostredný Mengusovský štít | 2389                | 66            | Mięguszowiecka Przełęcz Wyżnia    |
| 125. | Zadni Kościelec                | Zadný Koščielec             | 2162                | 65            | Mylna Przełęcz                    |
| 126. | Mesztrowa                      | Meštrová                    | 871                 | 65            | między Mesztrową a Wyżnimi Łąkami |
| 127. | Żar                            | –                           | 1558                | 65            | Wolarski Przechód                 |
| 128. | Niżnie Rysy                    | Malé Rysy                   | 2431                | 64            | Przełęcz pod Rysami               |
| 129. | Szpiglasowy Wierch             | Hrubý štít                  | 2172                | 64            | Szpiglasowa Przełęcz              |
| 130. | Jaworowy Róg                   | Javorový roh                | 2238                | 64            | Zadnia Rogowa Przełęcz            |
| 131. | Jaworzyna                      | Javorina                    | 1586                | 63            | Przełęcz pod Osobitą              |
| 132. | Żabi Mnich                     | Žabí mních                  | 2150                | 63            | Białczańska Przełęcz Wyżnia       |
| 133. | Ostry Wierch Kwaczański        | Ostrý vrch                  | 1129                | 63            | Kwaczańska Przełęcz               |
| 134. | Żółta Turnia                   | Paňščická veža              | 2088                | 62            | Żółta Przełęcz                    |
| 135. | Murań                          | Muráň                       | 1890                | 61            | Murański Karbik                   |
| 136. | Wielki Szczyt Wideł            | Veľká Vidlová veža          | 2523                | 61            | Kieżmarska Przełęcz               |
| 137. | Opalony Wierch                 | Opálený vrch                | 2115                | 60            | Marchwiczna Przełęcz              |
| *.   | Ptasiowskie Turnie             | Vtáčie turne                | 1081                | 60            | Średnica                          |
| 138. | Beskid                         | Beskyd                      | 2012                | 60            | Liliowe                           |
| 139. | Mały Kopieniec                 | –                           | 1170                | 60            | Przełęcz między Kopieńcami        |
| 140. | Szeroka (Kotłowa)              | Kotlová                     | 1986                | 60            | Przełęcz pod Szeroką              |
| 141. | Małołączniak                   | Malolúčniak                 | 2096                | 60            | Litworowa Przełęcz                |